# V″jačeslav Čečer
V″jačeslav Leonidovyč Čečer (in ucraino В'ячеслав Леонідович Чечер?, in russo Вячеслав Леонидович Чечер?, Vjačeslav Leonidovič Čečer; Mykolaïv, 15 dicembre 1980) è un allenatore di calcio ed ex calciatore ucraino, di ruolo difensore.

## Carriera

### Club
Il 30 luglio 2010 si trasferisce in prestito al Kuban', che a sua volta lo cede agli ucraini del Karpaty il 9 agosto.

### Nazionale
Conta 5 presenza con la Nazionale ucraina, ottenute nel 2004.